# ヴェドラン・チョルルカ
ヴェドラン・チョルルカ（Vedran Ćorluka, 1986年2月5日 - ）は、ユーゴスラビア（現ボスニア・ヘルツェゴビナ）・デルヴェンタ出身の元サッカー選手。元クロアチア代表。ポジションはセンターバック及び右サイドバック。現在はクロアチア代表のアシスタントコーチを務める。
NKディナモ・ザグレブの下部組織を経て、2003年に同クラブのトップチームでプロキャリアを始めた。2007年に移籍金800万ポンドでイングランド1部のマンチェスター・シティFCと契約し、2008年8月の移籍期限最終日に同リーグのトッテナム・ホットスパーFCと契約した。代表では様々な世代別代表を経て、2006年8月に2006 FIFAワールドカップ王者イタリアとの親善試合でクロアチアA代表初出場を飾り、UEFA EURO 2008とUEFA EURO 2012、2014 FIFAワールドカップに出場した。

## 経歴

### クラブ

#### 初期
ユーゴスラビア社会主義連邦共和国内のボスニア・ヘルツェゴビナ社会主義共和国にあるデルヴェンタで生まれたチョルルカは、1992年のボスニア・ヘルツェゴビナ紛争により、後にチョルルカの代理人を務めることとなるエンジニアの父Jozoと裁判官のAnđa、そして兄と共にクロアチアのザグレブへ移住し、8歳の時にNKディナモ・ザグレブ（1992年から2000年までクロアチア・ザグレブ）の下部組織に入団した。プロキャリアとしては2003年からの開始となるも、同シーズン中の出番は訪れなかった。しかし、翌2004-05シーズンに同国2部NKインテル・ザプレシッチへ貸し出されると定位置を掴むことに成功し、クラブとしてもリーグ戦を2位で終え1部昇格を果たした。期限付き移籍から復帰1季目の2005-06シーズンから定位置を掴み、リーグ2連覇に貢献。また2006-07シーズンにカップ戦を制し2冠を達成した。その活躍から、イゴール・トゥドールと比較されるほどまでになっていた。

#### マンチェスター・シティ
ディナモでの安定したパフォーマンスの後、2007年8月2日にマンチェスター・シティFCと5年契約を締結。移籍金非公開だが、クロアチアメディアによると21歳の選手に対して移籍金800万ポンドが支払われたとしている。
加入1季目はスタンフォード・ブリッジのチェルシーFC戦で0-6の悪夢のような大敗を経験したが、時たま守備的MFで起用されながら公式戦出場38試合（リーグ戦35試合）に出場とプレミアリーグの舞台で今までのように定位置を掴むことに成功し、シーズンを9位で終了することに貢献。また、クラブはUEFAフェアプレーランキングによりUEFAカップ 2008-09予選出場権を獲得した。
翌2008-09シーズンはアストン・ヴィラFCとの開幕戦で移籍後初得点を記録。UEFAカップ予選2回戦のデンマーク1部FCミルティランとの第2戦では、2試合合計1-1で引き分けた末のPK戦で最後のキッカーを務め、見事突破に貢献した。2008年8月31日のサンダーランドAFC戦がシティでの最後の試合となり、試合終了後にファンに自身のシャツを投げ入れた。

#### トッテナム

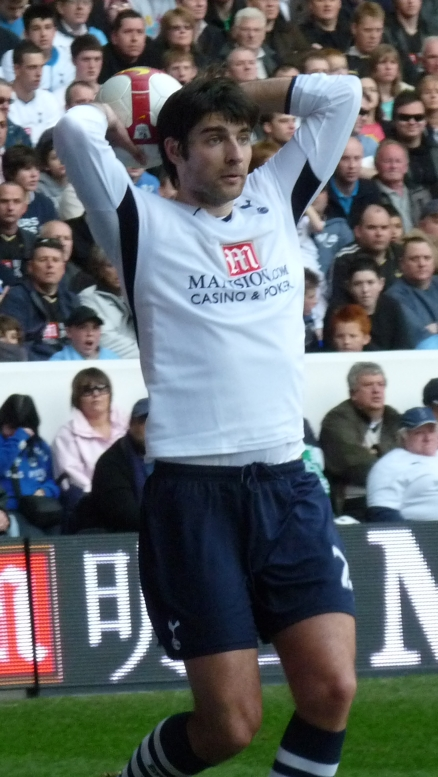
トッテナム時代のチョルルカ

2008年9月1日に移籍金550万ポンドでトッテナム・ホットスパーFCと6年契約を締結し、同じくクロアチア代表の同胞で親友のルカ・モドリッチと再会することとなった。定位置を掴んでいる最中に行われた10月19日のストーク・シティFC戦で同僚のGKエウレリョ・ゴメスの膝が顎の下に入り気絶した。ピッチ上で10分の治療の後、病院に運ばれたが深刻な損傷はなく大事には至らなかった。2009年3月1日にフットボールリーグカップのマンチェスター・ユナイテッドFCとの決勝戦（0-0, PK1-4）でPK戦に持ち込むも、味方で決めたのは最初のキッカーであるチョルルカのみで敗北した。
2009年10月3日のボルトン・ワンダラーズFC戦（2-2）で移籍後初得点を記録。トッテナムでは加入して2季目まで右サイドバックのレギュラーを務めていたが、3季目から負傷離脱やアラン・ハットンの台頭が重なったことで徐々に控えに甘んじるようになっていき、2011年2月2日にイーウッド・パークでのブラックバーン・ローヴァーズFC戦（1-0勝利）では、ハットンの負傷により2010年9月11日の第19節ウェスト・ブロムウィッチ・アルビオンFC戦以来となる先発起用されフル出場を果たした。

#### レバークーゼン (loan)
2011-12シーズンになると期限付き移籍から復帰したカイル・ウォーカーの存在から今まで以上に出場機会が限られたものとなったため、2012年1月31日に同シーズン終了までの期限でバイエル・レバークーゼンへの買い取りオプション付きの期限付き移籍が決定した。
2月4日のバイ・アレーナでのVfBシュトゥットガルト戦（ホーム2-2）で初出場を飾り先発フル出場を果たした。欧州カップ戦では、唯一の出場となったUEFAチャンピオンズリーグ 2011-12のFCバルセロナ戦（1-3敗北）で52分のミハル・カドレツの同点弾をクロスでアシストし、90分にダニー・ダ・コスタ（de）と交代でベンチに退いた。2月25日の1.FCケルン戦（2-0勝利）でラース・ベンダーの先制点をアシストした。シュテファン・キースリングがハットトリックを達成した5月5日の1.FCニュルンベルク戦（アウェイ4-1勝利）がレバークーゼンでの最後の試合となった。完全移籍のオプションがあったものの、クラブの財政難が主な要因となり行使されずトッテナムへの復帰が決定した。

#### ロコモティフ・モスクワ

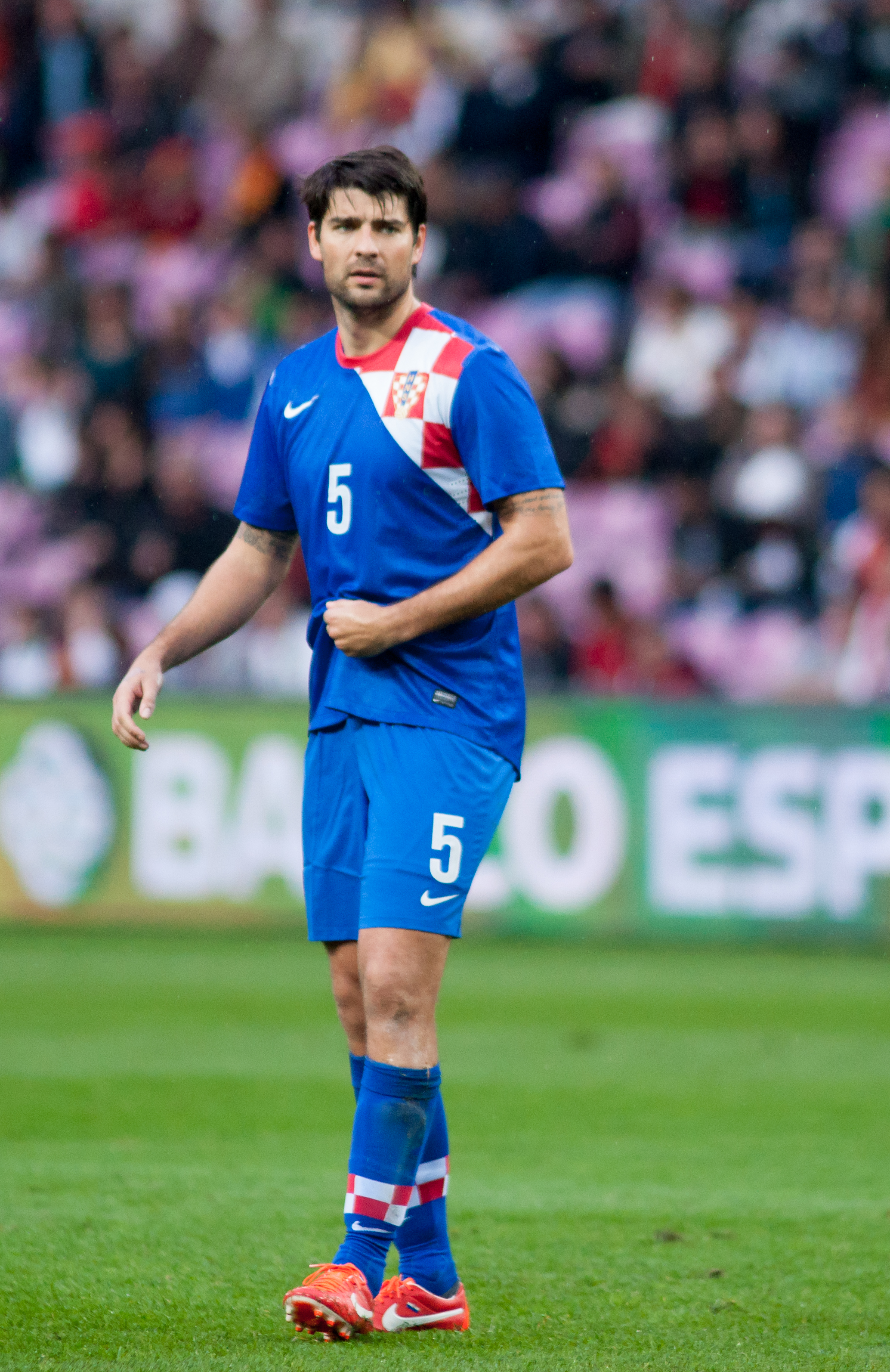
クロアチア代表でのチョルルカ

2012年6月27日、かつてクロアチア代表で指導を受けたスラベン・ビリッチ監督が指揮するロシア1部のFCロコモティフ・モスクワと移籍金700万ユーロで3年契約を締結した。7月20日に昇格組のFCモルドヴィア・サランスク戦（3-2勝利）で初出場、初得点を記録した。

### 代表
U-21代表を経て、2006年8月16日にリヴォルノでの2006 FIFAワールドカップ王者イタリアとの親善試合（2-0勝利）でクロアチア代表初出場を飾る。後半から出場した弱冠20歳のチョルルカは、デビュー戦ながら経験豊富なセリエAのフォワード陣に対し安定したパフォーマンスを披露し、試合後に批評家から賞賛された。
UEFA EURO 2008予選中にビリッチ監督の下で全12試合に出場と中心選手となり、ロシアを抑え、そしてイングランドを予選敗退に追い込み、首位でのグループリーグE突破に貢献した。そのUEFA EURO 2008では準々決勝のトルコ相手にPK戦の末に敗退となったが、のちに、相手選手のアルダ・トゥランは同試合でのチョルルカが今まで対戦してきた中で最も厄介な右サイドバックだったとUEFAのインタビューで語る程のパフォーマンスを披露した。
2009年10月8日にカタールとの親善試合で代表初得点を記録。UEFA EURO 2012予選ではトルコとのプレイオフ第1戦（アウェイ0-3勝利）で相手を圧倒し、ダリヨ・スルナのフリーキックから代表通算2得点目を挙げた。チームは続く第2戦を0-0に抑え突破が決定し、UEFA EURO 2012へ向けた最終23人の一員に選出された。

## 代表歴

### 出場大会
- クロアチア代表
  - 2014 FIFAワールドカップ
  - 2018 FIFAワールドカップ

### 試合数
- 国際Aマッチ 103試合 4得点（2006年-2018年）[23]

| クロアチア代表 | 国際Aマッチ | 国際Aマッチ |
| 年             | 出場        | 得点        |
| -------------- | ----------- | ----------- |
| 2006           | 5           | 0           |
| 2007           | 11          | 0           |
| 2008           | 13          | 0           |
| 2009           | 7           | 0           |
| 2010           | 6           | 1           |
| 2011           | 10          | 1           |
| 2012           | 8           | 2           |
| 2013           | 10          | 0           |
| 2014           | 10          | 0           |
| 2015           | 5           | 0           |
| 2016           | 10          | 0           |
| 2017           | 0           | 0           |
| 2018           | 8           | 0           |
| 通算           | 103         | 4           |

## タイトル
クラブ
NKディナモ・ザグレブ
- プルヴァHNL : 2005-06, 2006-07
- フルヴァツキ・ノゴメトニ・クプ : 2006-07
- フルヴァツキ・ノゴメトニ・スーペルクプ : 2006

FCロコモティフ・モスクワ
- ロシアサッカー・プレミアリーグ : 2017-18